# Franz Lehr
Franz Lehr (* 1948 in Haßfurt; † 25. Dezember 2009 in Berlin) war ein deutscher Bühnen- und Kostümbildner.

## Leben
Lehr studierte Industriedesign in Pforzheim, Malerei an der Städelschule in Frankfurt am Main und schließlich Kostümbild an der Hochschule der Künste Berlin. Anschließend arbeitete er an Theatern in Berlin, Düsseldorf, Frankfurt am Main, Genf, Hamburg, Hannover, Leipzig, München und Wien, wo er sowohl für Sprech- als auch Musiktheaterproduktionen Bühnenbilder und Kostüme entwarf.
Im Jahr 2003 wurde er für Innerhalb des Gefrierpunktes, eine Koproduktion des Schauspielhauses Graz und des Schauspielhauses Düsseldorf, für den Nestroy-Preis für die beste Ausstattung nominiert. Regelmäßig arbeitete er mit der Schauspielerin Karin Neuhäuser zusammen und begleitete ihre Regiearbeiten „mit kongenialer Phantasie“. Für seine Ausstattung von Neuhäusers Inszenierung der Orestie im Jahr 2007 wurde er nach Griechenland eingeladen und auf dem Hellenic Festival in Athen gefeiert: „Es gibt im Theater Bilder, die man nicht vergisst. Das riesige Blutbecken, das Franz Lehr 2006 für Karin Neuhäusers eindrucksvolle Inszenierung der ‚Orestie‘ geschaffen hat, gehört dazu“.
Lehr verstarb nach langer, schwerer Krankheit 2009 in Berlin.

## Stücke (Auswahl)
- 1982: Jean Genet – Unter Aufsicht am Thalia Theater Hamburg (Bühnenbild und Kostüme) Regie: Jan Kauenhoven, mit Paulus Manker, Sven-Eric Bechtolf
- 2003: Anselm Glück – Innerhalb des Gefrierpunkts Schauspielhaus Graz mit Schauspielhaus Düsseldorf (Ausstattung)
- 2005: Joanna Laurens – Armer Beck am Schauspiel Hannover (Ausstattung)
- 2006: Sergi Belbel – Wildfremde am Schauspiel Leipzig (Ausstattung)
- 2006: Aischylos – Orestie am Schauspiel Frankfurt (Ausstattung)
- 2008: „Retten Sie mich! Reden Sie! Irgendwas!“, Ein Tschechow-Abend am Schauspielhaus Frankfurt (Ausstattung)
- 2008: Friedrich Hebbel – Judith am Staatstheater Kassel (Ausstattung)
- 2008: Victorien Sardou – Tosca am Theater Bonn (Ausstattung)
- 2009: Ödön von Horváth – Kasimir und Karoline am Schauspielhaus Düsseldorf (Ausstattung)